# Кубок СССР по хоккею с шайбой 1955
Пятый розыгрыш Кубка СССР по хоккею с шайбой вновь прошёл по новой формуле. Теперь все команды класса «А» начинали борьбу с 1/8 финала, при этом команды, чьи игроки были призваны в сборную, по-прежнему вступали в борьбу после окончания чемпионата мира. Остальные участники в 2 предварительных этапа разыгрывали 6 оставшихся в 1/8 мест. Впервые турнир начинался ещё до окончания чемпионата СССР в классе «А», а в его перерыве был сыгран чемпионат среди команд класса «Б».

К участию были допущены все 10 команд класса «А», 5 известных участников класса «Б» (соревнования в нём начинались 27 февраля и его состав не был окончательно определён к началу розыгрыша Кубка), и обладатели кубков текущего сезона от Москвы, Ленинграда и союзных республик, впервые с участием команды КазССР.

Турнир снова отметится многочисленными отказами команд. Не стало участвовать в розыгрыше свердловское «Динамо», вылетевшее по итогам прошлого сезона в класс «Б», не прибыл на игру победитель Кубка КазССР, а представители Литвы и Украины не стали проводить домашние матчи с уже приехавшими соперниками, аргументировав это неподготовленным льдом, при этом отказавшись перенести матчи в Москву.

## Список участников
| Команды класса «А» | Команды класса «Б»                                                                                                 | Остальные команды |
| --- | --- | --- |
| - «Авангард» Ленинград - «Авангард» Челябинск - «Даугава» Рига - «Динамо» Москва - «Динамо» Новосибирск - «Крылья Советов» Москва - «Торпедо» Горький - ДО Ленинград - Клуб им. К.Маркса Электросталь - ЦСК МО | - «Динамо» Свердловск - «Динамо» Таллин - «Спартак» Свердловск - СК им. Свердлова Молотов - СК им. Сталина Молотов | - «Спартак» Москва (обладатель Кубка Москвы) - ДО-2 Ленинград (обладатель Кубка Ленинграда) - «Химик» Воскресенск (обладатель Кубка РСФСР) - «Динамо» Петрозаводск (обладатель Кубка КФССР) - «Калев» Таллин (обладатель Кубка ЭССР) - «Локомотив» Рига (обладатель Кубка ЛатССР) - ? Каунас (обладатель Кубка ЛитССР) - «Искра» Минск (обладатель Кубка БССР) - ДО Киев (чемпион УССР) - ? (обладатель Кубка КазССР) |

## 1/32 финала
| 04.02.1955 | «Искра» Минск | «Динамо» Таллин     | 2:3 |
| ??.02.1955 | ДО Киев       | «Химик» Воскресенск | -:+ |

## 1/16 финала
| 03.02.1955 | «Динамо» Петрозаводск | ДО-2 Ленинград           | 2:14 |
| 06.02.1955 | «Спартак» Свердловск  | обладатель кубка КазССР  | +:-  |
| 06.02.1955 | «Калев» Таллин        | СК им. Свердлова Молотов | 1:3  |
| 07.02.1955 | ? Каунас              | «Спартак» Москва         | -:+  |
| 10.02.1955 | «Химик» Воскресенск   | СК им. Сталина Молотов   | 3:1  |
| 11.02.1955 | «Динамо» Таллин       | «Локомотив» Рига         | 9:0  |

## 1/8 финала
| 09.02.1955 | «Спартак» Свердловск    | «Динамо» Новосибирск           | 4:3  |
| 09.02.1955 | ДО-2 Ленинград          | Клуб им. К.Маркса Электросталь | 2:7  |
| 10.02.1955 | ДО Ленинград            | СК им. Свердлова Молотов       | 12:2 |
| ??.02.1955 | «Спартак» Москва        | «Даугава» Рига                 | 3:4  |
| 22.02.1955 | «Авангард» Челябинск    | «Химик» Воскресенск            | 1:2  |
| 14.03.1955 | «Динамо» Москва         | «Авангард» Ленинград           | 3:0  |
| 14.03.1955 | «Торпедо» Горький       | ЦСК МО                         | 0:14 |
| 15.03.1955 | «Крылья Советов» Москва | «Динамо» Таллин                | 21:1 |

## 1/4 финала
| 13.02.1955 | ДО Ленинград        | Клуб им. К.Маркса Электросталь | 5:2  |
| 16.03.1955 | «Динамо» Москва     | «Спартак» Свердловск           | 12:0 |
| 17.03.1955 | ЦСК МО              | «Даугава» Рига                 | 9:0  |
| 17.03.1955 | «Химик» Воскресенск | «Крылья Советов» Москва        | 0:2  |

## 1/2 финала
| 18.03.1955 | «Динамо» Москва | ДО Ленинград            | 9:3 |
| 19.03.1955 | ЦСК МО          | «Крылья Советов» Москва | 5:1 |

## Финал
| 21.03.1955 | ЦСК МО | 5:2 (2:1, 0:0, 3:1) | «Динамо» Москва | Стадион «Динамо», Москва |

| Отчёт                                                                             | Отчёт                       | Отчёт                       | Отчёт     | Отчёт |
| --------------------------------------------------------------------------------- | --------------------------- | --------------------------- | --------- | ----- |
|                                                                                   |                             |                             |           |       |
|                                                                                   | Николай Пучков              | Вратари                     | Карл Лиив |       |
|                                                                                   | Голы:                       |                             |           |       |
| Ю.Копылов (К.Локтев) А.Черепанов (К.Локтев) Ю.Баулин (бол.) Ю.Копылов А.Черепанов | 1:0 2:0 2:1 2:2 3:2 4:2 5:2 | В.Костарев В.Аксёнов (бол.) |           |       |
|                                                                                   |                             |                             |           |       |
|                                                                                   |                             |                             |           |       |
|                                                                                   |                             |                             |           |       |
|                                                                                   |                             |                             |           |       |
|                                                                                   |                             |                             |           |       |